# منتزه ويست بوتوماك
منتزه ويست بوتوماك (بالإنجليزية: West Potomac Park) هو منتزه أمريكي وطني يقع في عاصمة الولايات المتحدة واشنطن بالقرب من ناشونال مول وهو يشمل كافة الحدائق الممتدة من شمال بركة نصب لنكولن التذكارية العاكسة، من نصب لنكولن التذكاري حتى أراضي نصب واشنطن.
و الموقع يشكل مركز للمعالم الوطنية بما ذلك النصب التذكاري للمحاربين القدامى في الحرب الكورية و نصب جيفرسون التذكاري و نصب فرانكلين ديلانو روزفلت التذكاري و نصب جورج ميسون و نصب مارتن لوثر كينغ التذكاري.